# Phileas Fogg
Phileas Fogg és el personatge principal de la reeixida novel·la La volta al món en vuitanta dies, escrita per Jules Verne.

## Personalitat
Fogg és un personatge molt seriós, solitari, escrupolós, una mica excèntric, tant per als lectors com per a la resta dels personatges, i inexpressiu al principi. És extremadament puntual, cosa que entra en conflicte amb la quantitat de retards que ha d'afrontar en el viatge al voltant del món. És ric, sense que a la novel·la es donin detalls de l'origen de la seva fortuna, i solter, tot i que tampoc s'expliquen detalls de la seva vida familiar, i al final de la història es casa. Fogg és molt bona persona, i posa en risc la seva vida, la seva fortuna i el resultat del seu viatge per salvar primer, a l'Índia, una jove vídua, Aouda, de qui s'acaba enamorant, i després, als Estats Units, Passepartout, el seu criat, d'origen francès (de fet, el nom es va traduir com a "Picaporte" en l'edició en castellà).

## Interpretacions
| Adaptació                                       | Actor          | Notes     |
| ----------------------------------------------- | -------------- | --------- |
| La volta al món en 80 dies (pel·lícula de 2004) | Steve Coogan   |           |
| La volta al món en vuitanta dies (1956)         | David Niven    |           |
| La volta al món en vuitanta dies (1989)         | Pierce Brosnan | Miniserie |
| La volta al món en vuitanta dies (1988)         |                |           |